# RasGas
A RasGas Company Limited foi uma empresa produtora de gás natural liquefeito no Catar. Foi o segundo maior produtor de GNL no Catar, depois do Qatargas. A RasGas operava sete trens de GNL localizados na cidade industrial de Ras Laffan. Foi fundido com o Qatargas em 1 de janeiro de 2018.
A RasGas também operava plantas de hélio, que produzem 25% do hélio do mundo, e fazem do Catar o segundo maior exportador de hélio..[carece de fontes?]
O diretor executivo da empresa era Hamad Mubarak Al-Muhannadi.[carece de fontes?]

## História
Ras Laffan LNG, vulgarmente conhecido como RasGas, foi o nome de um dos dois projetos iniciais de GNL no Catar, que foram fundados no Complexo Industrial de Ras Laffan na década de 90 e em conjunto com ele. O projeto foi iniciado pela Qatargas juntamente com seu parceiro ExxonMobil e, posteriormente, também incluiu outros investidores estrangeiros. O projeto iniciou a produção em 1999. A empresa RasGas foi estabelecida em uma sociedade anônima entre Qatar Petroleum e ExxonMobil em 2001. Foi criada como a empresa operacional das instalações de produção com sede na cidade industrial de Ras Laffan, no Catar.
Durante o início dos anos 2000, a RasGas começou a operar instalações adicionais de GNL (trens de GNL) e assinou vários acordos de vendas de longo prazo com a Coreia do Sul, a Índia e outros países.
O trem 6 entrou em operação em outubro de 2009 e foi inaugurado em 27 de outubro de 2009. Hamad bin Khalifa Al-Thani, o Emir do Catar, participou da cerimônia. O trem 7 iniciou a produção em fevereiro de 2010. Ambos os trens produzem 7,8 milhões de toneladas de GNL por ano e estão entre os maiores trens de GNL do mundo.
Em 2007, RasGas iniciou negociações para um novo projeto de gás, a fim de atender à crescente demanda local. Em 2011, a empresa fechou um acordo de financiamento de 10,5 bilhões de dólares para o projeto Barzan Gas, adicionando uma capacidade de produção de gás de 1,4 bcf/dia. A construção dos projetos de dois trens começou em 2011 e estava prevista para terminar no final de 2014/início de 2015. Esperava-se que o projeto estivesse online em outubro de 2016, mas foi adiado devido a desafios técnicos.
Em 2013, RasGas se tornou vítima de uma série de ataques cibernéticos, que junto com ataques à Saudi Aramco e outras empresas, foram atribuídos aos "cybercorps" do Irão.
Em 2016, a RasGas comemorou seu 10.000.º carregamento de embarcação de GNL no porto da cidade industrial de Ras Laffan.
A RasGas foi fundida com Qatargas em 1 de janeiro de 2018. A fusão foi anunciada pela primeira vez em 2016 e foi implementada dentro do prazo.

## Organização
De 2006 a 2011, Mohammed Saleh Al Sada atuou como diretor administrativo da RasGas.

## Operações
As operações da RasGas consistiram na extração, processamento, liquefação, armazenamento e exportação de GNL e todos os derivados associados do Qatars North Field.
Os sete trens de GNL da empresa tinham uma capacidade total de 36,3 milhões de toneladas de GNL por ano. Os trens 1 e 2 eram de propriedade de Ras Laffan e tinham capacidade combinada de 6,6 milhões de toneladas de GNL por ano. Ras Laffan (II) possuía os trens 3, 4 e 5 com uma capacidade de 4,7 cada milhão de toneladas de GNL por ano. Os trens 6 e 7 eram de propriedade de Ras Laffan (III).
RasGas operou as plantas de hélio Hélio 1 e Hélio 2. Hélio 1 produzia 660 milhões de pés cúbicos de hélio líquido por ano (19 milhões de metros cúbicos por ano), que representava aproximadamente 10% da produção total de hélio do mundo. O Hélio 2 era a maior instalação de refino de hélio do mundo. Produzia 1,3 bilhões de pés cúbicos de hélio líquido por ano (37 milhões de metros cúbicos por ano). Juntas, essas duas plantas produziam 25% do hélio do mundo, tornando o Catar o segundo maior exportador mundial de hélio, depois dos EUA.
A RasGas também operava os Projetos de Gás Al Khaleej, AKG-1 e AKG-2, que forneciam uma média diária de cerca de dois bilhões de pés cúbicos (57 milhões de metros cúbicos) em condições padrão para a rede de dutos do Catar, fornecendo gás para o crescente mercado doméstico.